# Gone (álbum de Red)
Gone —en español: Ido— es el sexto álbum de la banda estadounidense de metal alternativo Red, fue lanzado al mercado el 27 de octubre de 2017 a través del sello discográfico Essential Records.

## Antecedentes
En una entrevista de marzo de 2017, el guitarrista Anthony Armstrong reveló que la banda, el bajista y hermano gemelo Randy Armstrong y el cantante Michael Barnes, estaban en las primeras etapas de la grabación de su sexto álbum de estudio. Las sesiones se llevaron a cabo en el estado nororiental de Maine, Estados Unidos , donde vive su productor Rob Graves y donde también se grabó su lanzamiento anterior, Of Beauty and Rage (2015). La ubicación del estudio, rodeado de bosques con la vida silvestre, tuvo un efecto positivo en el grupo y acordaron volver a grabar Gone con solo Graves y ellos mismos. En marzo de 2017, el título del álbum ya había sido acordado por la banda. Red se tomó un descanso de la grabación en marzo de 2017 para continuar con la segunda mitad de su gira para conmemorar el décimo aniversario de su álbum debut, End of Silence (2006).
Musicalmente, Anthony notó que Gone continúa con el estilo de los álbumes anteriores de Red, ya que su enfoque es "vivo y bien", pero quería evitar tocar "los mismos cuatro acordes" en comparación con otras bandas de rock contemporáneas.

## Recepción
En una reseña de Jesusfreakhideout, David Craft le dio al álbum tres estrellas de cinco. Pensó que mientras que Gone permanezca "excepcionalmente escuchable", dejaría a muchos fanáticos de Red "frustrantemente decepcionados" debido a la incorporación de más elementos de música electrónica a sus arreglos y la escasez de canciones y melodías memorables.

## Lista de canciones
| N.º | Título                       | Escritor(es)                                          | Duración |  |
| 1.  | «Step Inside, the Violence»  | Anthony Armstrong, Rob Graves                         | 3:04     |  |
| 2.  | «Still Alive»                | A. Armstrong, Graves, Michael Barnes, Jason MacArthur | 3:19     |  |
| 3.  | «Losing Control»             | Graves, MacArthur, Stacy Hogan, Dustin Bates          | 4:08     |  |
| 4.  | «Gone»                       | A. Armstrong, Graves, MacArthur                       | 3:38     |  |
| 5.  | «Coming Apart»               | Barnes, Graves, C. Dell                               | 3:55     |  |
| 6.  | «Unstoppable» (Cover de Sia) | Sia Furler, Christopher Braide                        | 3:40     |  |
| 7.  | «Fracture»                   | Randy Armstrong, A. Armstrong, Barnes, Graves         | 3:09     |  |
| 8.  | «Chasing Your Echo»          | A. Armstrong, Barnes, Graves, Joe Rickard             | 3:36     |  |
| 9.  | «A.I.»                       | A. Armstrong, Graves, Bates, MacArthur, Mark Holman   | 4:10     |  |
| 10. | «Singularity»                | Graves                                                | 5:10     |  |

Edición de lujo
| Digital deluxe edition |                                               |          |  |
| N.º                    | Título                                        | Duración |  |
| 11.                    | «The Mask Slips Away»                         | 4:44     |  |
| 12.                    | «Still Alive (Looking for a Reason)»          | 3:08     |  |
| 13.                    | «Gone» (JSapp Remix)                          | 3:21     |  |
| 14.                    | «Unstoppable» (Redux Version)                 | 3:52     |  |
| 15.                    | «Step Inside, The Violence» (Alex Nice Remix) | 2:49     |  |
| 16.                    | «Coming Apart» (Deconstructed)                | 3:55     |  |
| 17.                    | «Gone» (.grav3s Version)                      | 3:27     |  |

## Posicionamiento en lista
| Lista (2017)                            | Posiciones |
| --------------------------------------- | ---------- |
| Estados Unidos (Billboard 200)          | 38         |
| Estados Unidos (Christian Albums)       | 1          |
| Estados Unidos (Top Alternative Albums) | 5          |
| Estados Unidos (Top Hard Rock Albums)   | 2          |
| Estados Unidos (Top Rock Albums)        | 7          |